# Dąbrowa Tarnowska
Dąbrowa Tarnowska a Breń folyó partján fekvő dél-lengyelországi város a Kis-lengyelországi vajdaságban. 
A városi helyhatóság ajándékaként 2003. szeptember 13-án leplezték le Budapesten, a XVIII. kerület Bem József u. 2. sz. alatti emléktáblát, mely Bem Józsefnek állít emléket, és ami a magyarországi lengyelek fontos emléke, illetve emlékhelye.

## Kulturális és turistaközpont (színház, múzeumok)

### Média

#### Újságok
- Nowy Kurier Dąbrowski
- Żyjmy Ewangelią

#### Mozik
Kino „Sokół”

#### Könyvtárak
- Miejska Biblioteka Publiczna – Helyi nyilvános könyvtár

## Testvértelepülések
- Litvánia Vilnius district municipality
- Franciaország Rixheim
- Magyarország Pestszentlőrinc - Pestszentimre